# A Caridá
A Caridá ist eines von acht Parroquias in der Gemeinde El Franco der autonomen Region Asturien in Spanien.

## Geographie
A Caridá ist ein Parroquia mit 1800 Einwohnern (2020) und einer Fläche von 4,94 km². Es liegt auf 72 m. A Caridá ist der größte Ort der Gemeinde ist El Franco, der zehn Kilometer entfernte Hauptort der gleichnamigen Gemeinde.

### Gewässer in der Parroquia
Der Rio Salgueiras fließt an A Caridá vorbei.

### Pilgerherberge am Jakobsweg
ganzjährig geöffnet - 24 Plätze

Avda. de Asturias, s/n. - 33750 A Caridá. El Franco - Telefonnummer des Rathauses.: 985 63 70 30

## Wirtschaft
Die Land- und Fischereiwirtschaft prägen  die Region. In jüngster Zeit ist die Milchwirtschaft und mit ihr die dazugehörige „Industrie“ für Käse, und andere Molkereiprodukte stark vertreten.

## Klima
Angenehm milde Sommer mit ebenfalls milden, selten strengen Wintern. In den Hochlagen können die Winter durchaus streng werden.

## Dörfer und Weiler in der Parroquia
- Arboces
- Llóngara
- El Porto/Viavélez

## Feste und Feiern
- 29. September día de San Miguel

## Sehenswertes
- Cueva (Höhle) de la Andina